# Ruth Rewald
Ruth Rewald (Berlín, 1906- Auschwitz, 1942) fue una escritora alemana de libros infantiles. En 1938, cuando llevaba cinco meses en España, se convirtió en la primera autora convencional en producir un libro en alemán sobre la guerra civil española escrito expresamente para niños y jóvenes con la publicación de "Vier spanische Jungen". En aquella época, vivía en un apartamento de 50 m² en París, a donde, por razones tanto raciales como políticas, se había mudado tras el ascenso de Hitler al poder a principios de 1933 en Alemania. Fue deportada a Auschwitz en julio de 1942 y se cree que fue asesinada poco después. Su hija, nacida en 1937, sufrió una muerte similar poco menos de dos años después.
Ruth Rewald se casó con un abogado en 1929, tras lo cual utilizó a menudo su nombre de casada. Sin embargo, continuó escribiendo bajo su nombre de soltera y fue a principios de la década de 1930 cuando se publicaron algunos de sus libros de mayor éxito comercial. Las fuentes la identifican indistintamente como «Ruth Rewald» o como «Ruth Schaul».

## Trayectoria
Ruth Gustave Rewald nació en Nachodstraße 4, en casa de sus padres en Deutsch-Wilmersdorf, antiguo pueblo densamente poblado al suroeste de Berlín al que quedó incorporado a finales del siglo XIX. Para Berlín, este fue un período de rápida expansión y cambio social, ya que los campesinos se sentían atraídos por la ciudad, por la creciente diferencia entre los salarios del campo y los que se pagaban en las fábricas. El éxito económico de la ciudad también atrajo a inmigrantes de zonas más al este, muchos de ellos escapando de la extrema austeridad y de la represión política que sufrían en el Imperio ruso. Rewald era hija única. Su padre, Artur Markus Rewald (1880-1957), era un hombre de negocios cuyo padre había venido de Pomerania y que terminaría sus días, tras mudarse una vez más hacia el oesteen 1938, viviendo en Willesden (Londres, Inglaterra). Las fuentes difieren en cuanto al nombre de su madre, que aparece identificada en los registros de nacimiento como Rose Wilhelmine Hirschfeld. La familia era de origen judío alemán, que en aquella época eran conocidos como “judíos alemanes asimilados”. La madre murió en 1925, tras lo cual, en 1933, su padre se casó con Lotte Erol, una artista de teatro de Viena.
También en 1925 y a pesar de su género, Rewald comenzó estudios universitarios de Derecho, inicialmente en Berlín y más adelante en Heidelberg. En 1929, abandonó la universidad y durante varios meses trabajó en una guardería infantil.
El abandono de los estudios universitarios se produjo justo antes del casarse, lo que hizo en Berlín el 6 de noviembre de 1929. Su marido, Hans Schaul, era un funcionario judicial en prácticas a quien conoció en la universidad. Más tarde emergería como un activista político de izquierdas y combatiente en la guerra civil española. En algún momento entre 1933 y 1939, Schaul se unió al Partido Comunista (ilegalizado en Alemania). Aunque no hay indicaciones de que Ruth Rewald se uniera en algún momento a ningún partido político, sus creencias políticas coincidían con las de su marido.
Entre los primeros cuentos infantiles publicados de Ruth Rewald, que probablemente fueron inspirados por sus experiencias como asistente en la guardería, cabe mencionar "Rudi und sein radio" ("Rudi y su radio"), "Peter Meyerliest seine Geschichten vor" ("Peter Meyer lee sus cuentos") así como relatos para una serie de libros infantiles "Sonne und Regen im Kinderland" ("Sol y lluvia en la tierra de la infancia"). Durante los siguientes años se siguieron publicando más cuentos infantiles en algunos de los numerosos diarios regionales publicados durante este período por los socialdemócratas. Más abiertamente político fue su libro "Müllerstrasse, Jungens von heute" (cuya traducción aproximada sería "Müllerstrasse: Los chicos de hoy"), publicado en 1932. En él, la escritora describe las condiciones opresivas en las que vivían los niños de clase trabajadora en Berlín, que consiguían superar sus impulsos agresivos gracias a actividades creativas en grupo y encontrar “algo significativo que crear”. Este primer libro largo, con sus inconfundibles ecos del ya muy venerado Erich Kästner, fue bien recibido por los críticos y también por los lectores.

### Cambio de régimen en Alemania: exilio en París
En enero de 1933, los nacionalsocialistas lograron aprovechar el estancamiento parlamentario creado por la polarización de la política alemana para tomar el poder, un proceso que fue rápidamente seguido por un cambio hacia un régimen autoritario de partido único. Una de las primeras leyes aprobadas tras la abolición de la democracia fue la llamada Ley de Restauración del Servicio Civil Profesional, aprobada en 1933. Esta ley fue diseñada para eliminar a los judíos y activistas políticos opuestos al gobierno de Hitler del empleo en el sector público. Como resultado de ello, Hans Schaul fue prácticamente excluido de la carrera que había elegido como abogado dentro el sistema judicial alemán. En mayo, la pareja se trasladó a París, que durante 1933 se convirtió en el hogar de un gran número de exiliados políticos y raciales de Alemania y, de hecho, rápidamente emergió como una de las tres ubicaciones no oficiales para el liderazgo del exiliado Partido Comunista de Alemania. (Los otros dos eran KPraga y Moscú.) En julio de 1933 llegó a París su colección de libros y otras posesiones, que fueron entregados a la "Maison Biblion", una librería en la que trabajó Rewald durante varios meses a partir de julio de 1934. Mientras tanto, continuó escribiendo. El primer empleo de Schaul tras su llegada a París fue como fotógrafo. El dinero escaseaba y ambos se vieron obligados a realizar cualquier trabajo que encontraran. Durante su primer año en París, vivieron sucesivamente en al menos cuatro direcciones diferentes, de lo que algunos comentaristas infieren que quizá no tenían intención de permanecer en la capital francesa durante mucho tiempo. Sin embargo, rápidamente se integraron en la comunidad de refugiados políticos de la que formaban parte. Su círculo incluía a otras escritoras alemanas exiliados, como por ejemplo Käthe Hirsch.
En la primavera de 1934, la pareja comenzó a hacer planes para salir de Francia y contactó con un tío en los Estados Unidos que usaba el nombre de Marcus Saul para pedirle ayuda. El plan era que Schaul viajaría primero a Palestina y se encontraría con otro tío, "el tío Jean", que ya estaba allí, y desde allí se trasladaría a Estados Unidos, mientras que Rewald viajaría directamente desde Francia a Estados Unidos y se reuniría allí con su marido. Presentaron las solicitudes en el consulado de Estados Unidos en París a través de la “Sociedad Hebrea de Ayuda a los Inmigrantes” (HIAS). Al final, por razones que no están claras, el plan fracasó: ninguno de los dos viajó ni a Palestina ni a los EE. UU. Cuando estalló la guerra civil española, en el verano de 1936, seguían llevando una vida precaria en París. Rewald continuó escribiendo libros.

### La guerra civil española y la maternidad
A pesar del embarazo de su esposa, Hans Schaul se fue a España y se unió al Batallón Chapayev de la XIII Brigada Internacional durante o poco antes de noviembre de 1936. Ella estaba dispuesta a hacer todo lo posible para apoyar a su marido y a los combatientes antifascistas de las Brigadas Internacionales en España. También estaba trabajando en otro libro para niños, sobre España y la guerra civil. Sin embargo, poco antes del nacimiento de su hija regresó a París. Anje Schaul nació en la «Ribera Izquierda» del distrito 14 de París el 16 de mayo de 1937.

### Madrid y "Cuatro chicos españoles"
Poco más de tres meses después, el 30 de agosto de 1937, Rewald recibió lo que una fuente describe como una "invitación oficial" de Heiner Rau, un exmiembro del parlamento estatal prusiano que era exiliado político de la Alemania de Hitler. A principios de 1937, Rau se había convertido en comisario político de la XI Brigada Internacional en España (de la que en 1938 llegó a ser comandante general de brigada). La invitación de Rau era para viajar a España para una extensa visita de estudios al "hogar de niños Ernst Thälmann" que su brigada comunista había creado en Madrid. Rau dejó muy clara su postura: «La situación de estos niños es extraordinaria y, creemos que merece ser inmortalizada en un buen libro y ser conocida por todos. Conocemos su especial interés por escribir para niños y creemos que usted es la escritora adecuada para escribir el libro en cuestión. Por ello, le invitamos y le imploramos que vaya a vivir unos meses entre nuestros niños, a estudiar sus situaciones y a escribir un buen libro sobre el tema».
En octubre de 1937, cuando Anja tenía cinco meses, Rewald la dejó con Louise Pollnow, descrita por distintas fuentes como niñera o amiga, mientras viajaba a Madrid en respuesta a la invitación de Rau. Rewald permaneció en la capital española y sus alrededores hasta febrero de 1938. Según algunas fuentes, solo pasó 3 meses en Madrid, pero investigaciones posteriores parecen contradecir esta información.
Aquellos meses estuvieron marcados por un frenesí de actividad durante los cuales conoció a decenas de niños, se ganó su confianza, entabló interminables discusiones y recopiló copiosas notas.  Escribió además numerosos artículos e informes, algunos de los cuales llegaron a la prensa comunista de Parus. Una de las instituciones en la que se centró su atención fue efectivamente el "Hogar de niños Ernst Thälmann". Cuatro de los niños alojados allí eran un grupo de chicos, de edades comprendidas entre los 12 y los 14 años, de los que ella ya había tenido noticias a través de su marido. El 16 de junio de 1937, cuatro de ellos se habían presentado en el campamento cerca de Córdoba, en el sur, donde estaba destinado Schaul. Habían escapado de sus hogares en Peñarroya, un pequeño pueblo minero que ya había sido invadido por las fuerzas falangistas (pro-franquistas), y de alguna manera habían logrado encontrar una manera de cruzar las líneas para unirse a sus padres que estaban luchando en el bando republicano (pro-gobierno). Schaul, que había trabajado como fotógrafo independiente en París, se hizo amigo de los chicos y les hizo fotografías, y tuvo la idea de contar sus historias como episodios en un libro infantil de los que hacía su esposa. Naturalmente, había compartido esta idea en una carta a Rewald.
Al regresar a París en febrero de 1938, Rewald se dedicó a trabajar en el libro, que terminó al final del verano. Sin embargo, durante 1938 hubo un cambio de gobierno, y la prioridad internacional del nuevo primer ministro, Édouard Daladier, era seguir el ejemplo del gobierno británico de Neville Chamberlain y no hacer nada que pudiera molestar al gobierno alemán. En retrospectiva, la política ha sido demonizada en las historiografías francesa y británica como una política de "apaciguamiento" (aunque también brindó oportunidades para el rearme anglo-francés). "Vier spanische Jungen" ("Cuatro muchachos españoles") fue probablemente el mejor libro de Rewald hasta la fecha, pero no logró encontrar una editorial que se lo publicara. Gracias a la Gestapo el manuscrito fue conservado. Los bienes de Rewald, incluidos sus manuscritos, notas, cartas y fotografías, fueron confiscados en 1942 y cuidadosamente guardados en cajas por manos desconocidas. Durante la posguerra fueron encontrados por miembros del Ejército Rojo y conservados en archivos soviéticos. En 1957 fueron devueltos a Alemania del Este como un gesto de solidaridad fraternal por parte del nuevo gobierno de Moscú, quedando guardados en la colección de archivos nacionales en Potsdam. Allí fueron descubiertos en la década de 1980 por un joven investigador de Alemania Occidental llamado Dirk Krüger que buscaba un tema para su tesis doctoral. Tras el descubrimiento de Krüger, la última novela de Ruth Rewald se publicó más de cuarenta años después de la muerte de la escritora, en una versión en alemán, en 1987.

### Guerra
En septiembre de 1939, Polonia fue invadida desde el oeste por Alemania y, dos semanas más tarde, desde el este por la Unión Soviética. Los gobiernos francés y británico reaccionaron rápidamente a la primera invasión con declaraciones de guerra contra Alemania, pero en las calles de París (y de Londres) hubo pocos cambios evidentes durante más de seis meses. Sin embargo, no fue así para los comunistas o judíos que habían huido de Alemania durante los seis años anteriores. Miles de personas fueron identificadas como extranjeras enemigas y detenidas. Hans Schaul fue arrestado durante o poco antes de diciembre de 1939 y detenido en Saint-Jean-de-la-Ruelle, cerca de Orleans. Pasó los siguientes cuatro años en una sucesión de campos de internamiento. Rewald no fue arrestada en aquel momento, posiblemente al ser madre de una niña pequeña. En otoño de 1939 se trasladó a las afueras de Saint-Anne-de-Campbon (posteriormente rebautizada como "Sainte-Anne-sur-Brivet"). Se alojaba con un matrimonio llamado Louis y Albertine Renaud. No está claro cuándo llegaron y hay una o dos indicaciones ambiguas en la correspondencia posterior entre la pareja de acuerdo con la cual Schaul podría haberlas acompañado inicialmente, lo que significaría que vivieron juntos brevemente como inquilinos de los Renaud hasta su arresto. El pueblo donde vivían Rewald y su hija estaba en el extremo oeste de Francia, cerca de las importantes instalaciones portuarias de Saint-Nazaire. Rewald aún tenía la esperanza de conseguir un pasaje con su hija a los Estados Unidos de América, pero finalmente no fue así. En mayo/junio Francia fue invadida por fuerzas alemanas y la mitad norte del país, junto con toda la costa atlántica quedó bajo administración militar alemana. Una franja de tierra a lo largo y cerca de la costa fue declarada zona militar, y el acceso a la misma quedó sujeto a restricciones especiales. Rewald y su hija debieron volver a trasladarse. En noviembre de 1940 se fueron a Les Rosiers-sur-Loire, algo más hacia el interior, pero todavía cerca del Loira. Se alojaron en una casa a la que Rewald, en cartas a su marido, se refería como su castillo. Era, en efecto, bastante antigua y constaba de dos habitaciones. Había una cocina y una sala de estar. El edificio estaba situado precariamente junto a la carretera de camino a Angers que (a pesar de una posterior degradación en términos de nomenclatura) todavía corre a lo largo de la parte superior de un dique construido para proteger el campo entre Angers y Tours del riesgo de inundaciones. Para Rewald el dinero y la comida eran preocupaciones constantes, pero podía alimentarse a sí misma y a su hija con una variedad de verduras cultivadas en las tierras contiguas al "castillo". Cuando las fresas estaban en temporada, en 1941 y 1942, incluso pudo cultivar lo suficiente para vender un excedente de esas frutas. Sin embargo, no había espacio para cultivar manzanas ni para producir leche o carne, y pasaba gran parte de su tiempo recorriendo las granjas de la región, acompañada por su hija, tratando de encontrar estos productos a precios asequibles.

### Muerte
El 17 de julio de 1942, Ruth Rewald fue arrestada por oficiales del servicio de seguridad alemán, apoyados por la policía francesa. El arresto se produjo en el contexto de la llamada Redada del Velódromo de Invierno, un arresto masivo de familias judías no francesas que tuvo lugar en Francia. El 20 de julio la colocaron en un tren con destino al campo de exterminio de Auschwitz/Oświęcim en Silesia. Su última tarjeta postal a su marido (que en ese momento estaba internado en Argelia) está fechada el 18 de julio de 1942 y lleva un matasellos de "Angers/Maine-et-Loire". Ruth Rewald tenía 36 años.
”Mi querido Hans! Ha llegado el momento. Voy al trabajo de la cosecha, todavía no sé donde… No creo que vuelvas a recibir noticias mías… Aparte de la separación de Ania, tampoco pasa nada… ¡Todo lo mejor para tí! Ruth.”
Anja se había matriculado en la pequeña escuela primaria de Les Rosiers hacia finales de 1941. Tras el arresto de su madre, un vecino se ocupó de ella. En octubre de 1942, su maestra de escuela, Renée Le Moine, acogió a la niña en su casa. Anja escribía regularmente a su padre. Mademoiselle Le Moine era una fotógrafa apasionada y le encantaba capturar imágenes de la infancia de Anja, que quedaron excepcionalmente bien documentadas durante estos últimos años de su vida. Las conservó cuidadosamente y en 1995 pudo mostrárselos a Daniel Queyroi, profesor de historia de la escuela que la visitó durante su jubilación en Saumur y que dirigía un proyecto de investigación sobre Anja Schaul. La niña vivió con la señorita Le Moine durante aproximadamente dieciocho meses. Luego, el 26 de enero de 1944, la policía alemana apareció en la escuela y la arrestó delante de sus compañeros de clase. La llevaron al campo de internamiento de Drancy, cerca de París, que se había convertido en un punto de reunión de judíos (y otros) arrestados en Francia para su posterior transporte a los campos de exterminio en el este. Anja Schaul fue una de las personas que viajó en el "Convoi n.º 68", un tren que partió de Drancy hacia Auschwitz el 10 de febrero de 1944. La fecha de su muerte está registrada como el 15 de febrero de 1944, que se cree que corresponde con la fecha en la que el tren llegó a Auschwitz/Oświęcim.

## Obra (selección)

### Novelas infantiles y juveniles
- 1932: Múllerstrasse. Jungens von haute.
- 1933: Achtung - Renate!
- 1934: Janko, der Junge aus Mexiko
- 1936: Tsao und Jing-Ling - Kinderleben in China
- 1938: Vier spanishche Jungen (publicado por primera vez en 1987 - ISBN 3-87682-838-4)

### Cuentos cortos infantiles y juveniles
- 1931: Rudi und sein Radio
- 1932: Der Roller
- 1933: Bittere Oder süsse Mandeln
- 1933: Wie Gerda su ihrer Puppe kam